# Troublesome Secretaries
Troublesome Secretaries (no Brasil: Secretários Galantes) é um filme de comédia dos Estados Unidos de 1911 estrelado por John Bunny, Mabel Normand, James Morrison e Ralph Ince.